# Dixonius
Dixonius – rodzaj jaszczurek z rodziny gekonowatych (Gekkonidae).

## Zasięg występowania
Rodzaj obejmuje gatunki występujące w Wietnamie, Kambodży, Tajlandii, Laosie i Mjanmie. 

## Systematyka
Rodzaj zdefiniował w 1997 roku międzynarodowy zespół herpetologów (Amerykanin Aaron Matthew Bauer, Kanadyjczyk David A. Good i Południowoafrykańczyk William Roy Branch) w artykule poświęconym rewizji taksonomicznej rodziny gekonowatych, opublikowanym na łamach „Proceedings of the California Academy of Sciences”. Gatunkiem typowym jest Dixonius siamensis. 

### Etymologia
Dixonius: James Ray Dixon (1928–2015), amerykański herpetolog.

### Podział systematyczny
Do rodzaju należą następujące gatunki: 
- Dixonius aaronbaueri Ngo & Ziegler, 2009
- Dixonius chotjuckdikuli Donbundit, Sumontha, Suthanthangjai, Suthanthangjai & Pauwels, 2024
- Dixonius dulayaphitakorum Sumontha & Pauwels, 2020
- Dixonius fulbrighti Luu, Grismer, Hoang, Murdoch & Grismer, 2023
- Dixonius gialaiensis Luu, Nguyen, Le, Grismer, Ha, Sitthivong, Hoang & Grismer, 2023
- Dixonius hangseesom Bauer, Sumontha, Grossmann, Pauwels & Vogel, 2004
- Dixonius hinchangsi Pauwels, Das, Kunya, Sumontha, Donbundit, Pauwels, Sonet, Brecko & Meesook, 2025
- Dixonius kaweesaki Sumontha, Chomngam, Phanamphon, Pawangkhanant, Viriyapanon, Thanaprayotsak & Pauwels, 2017
- Dixonius lao Nguyen, Sitthivong, Ngo, Luu, Nguyen, Le & Ziegler, 2020
- Dixonius mekongensis Pauwels, Panitvong, Kunya & Sumontha, 2021
- Dixonius melanostictus (Taylor, 1962)
- Dixonius minhlei Ziegler, Botov, Nguyen, Bauer, Brennan, Ngo & Nguyen, 2016
- Dixonius muangfuangensis Luu, Nguyen, Le, Grismer, Ha, Sitthivong, Hoang & Grismer, 2023
- Dixonius pawangkhananti Pauwels, Chomngam, Larsen & Sumontha, 2020
- Dixonius sambhupura Pauwels, Das, Jocqué, Sumontha, Donbundit, Magda, Sonet, Brecko & Meesook, 2025
- Dixonius siamensis (Boulenger, 1899)
- Dixonius somchanhae Nguyen, Luu, Sitthivong, Ngo, Nguyen, Le & Ziegler, 2021
- Dixonius taoi Botov, Phung, Nguyen, Bauer, Brennan & Ziegler, 2015
- Dixonius vietnamensis Das, 2004